# Bareina
Bareina este o comună din Regiunea Trarza, Mauritania, cu o populație de 14.947 locuitori.